# Toribío
Toribío ist eine Gemeinde (municipio) im Departamento Cauca in Kolumbien.

## Geographie
Toribío liegt in der Provincia de Oriente in Cauca auf einer Höhe von 1700 m ü. NN, ca. 70 km südöstlich von Cali und 123 Straßenkilometer nordöstlich von Popayán. Die durchschnittliche Jahrestemperatur beträgt 19 °Celsius. Die Gemeinde grenzt im Norden an Caloto, Corinto sowie an Planadas im Departamento Tolima, im Süden an Páez und Jambaló, im Osten an Páez sowie an Planadas und im Westen an Jambaló und Caloto.

## Bevölkerung
Die Gemeinde Toribío hat 30.397 Einwohner, von denen 1761 im städtischen Teil (cabecera municipal) der Gemeinde leben (Stand: 2019). 97 Prozent der Bevölkerung sind Indigene vom Volksstamm der Paez (Eigenbezeichnung: Nasa), der Rest sind Mestizen und Farbige.

## Geschichte
Das Gebiet des heutigen Toribío wurde bereits vor Ankunft der Spanier von den Paez bewohnt, welche sich lange Zeit mit großem Erfolg der spanischen Kolonialherrschaft widersetzten. Während der Kolonialzeit wurden verschiedene Dörfer, u. a. Tacueyó und Toribío, gegründet, die das Ziel hatten, die Indigenen besser zu kontrollieren. Erstmals von 1877 bis 1890 und schließlich 1892 erneut erhielt Toribío den Status einer Gemeinde.
Cauca war eine Hochburg der FARC, wo die indigene Bevölkerung seit Jahren stark unter dem Konflikt litt. Zahllose Indianer-Anführer wurden in den letzten Jahrzehnten getötet, sowohl durch Armee als auch durch die Guerilla. Von 2000 bis 2015 wurden über 640 unbeteiligte Nasa getötet. Die Indigenen kämpften seit Beginn des Bürgerkriegs gegen die „Fremden“ auf ihrem Territorium, meist ohne Erfolg.
Laut Berichten eines örtlichen Ombudsmann intensivierten die Drogenkartelle und Guerilla seit der Verhängung der Ausreisesperren in Folge der COVID-19-Pandemie in Kolumbien die Anwerbung von Minderjährigen, welche bereits vor der Pandemie existierte, massiv.

## Wirtschaft
Handel, Viehzucht und Landwirtschaft sind die wichtigsten wirtschaftlichen Aktivitäten. Der Anbau von Kaffeepflanzen mit 2.117 Hektar und Maiskulturen mit 320 Hektaren ist dominierend, aber auch große Cocapflanzungen werden bewirtschaftet.